# イェオリ・ブラント
イェオリ・ブラント（Georg Brandt、1694年6月26日-1768年4月29日) はスウェーデンの化学者、鉱物学者である。1737年にコバルトを発見した。
ヴェストマンランド県に生まれる。父親も元薬剤師で鉱山経営をしていた。ライデン、ランスで医学・化学を学んだ。ハルツで冶金術を学び1727年からストックホルムの鉱山局の役人になり後に王立造幣局の冶金部長になった。
1730年、ヴェストマンランドの鉱山から採掘された鉱石からコバルトを成分とする顔料を精製した。その後もコバルトに研究を続けた。新しい金属であることを実験により示した。抽出した鉱石の名前からコバルトと名付けた。